# Derek Redmond
Derek Anthony Redmond (Bletchley, Milton Keynes, Buckinghamshire, Inglaterra, Reino Unido, 3 de septiembre de 1965), conocido más como Derek Redmond, es un atleta británico retirado. Durante su carrera, registró el récord de Gran Bretaña de los 400 metros y ganó la medalla de oro en el relevo de 4 x 400 en el Campeonato Europeo de Atletismo de 1986, los Juegos de la Mancomunidad de 1986, y el Campeonato Mundial de Atletismo de 1991.
Su trayectoria deportiva ha estado marcada por las lesiones. En los Juegos Olímpicos de Barcelona 1992, era uno de los favoritos para ganar la medalla de oro, pero en las semifinales de los 400 metros se rompió el tendón de la corva. A pesar de la gravedad de la situación y de que ya estaba virtualmente eliminado, quiso continuar y terminó la carrera, ayudado por su padre, ante el aplauso unánime del Estadio Olímpico de Montjuic. El episodio es uno de los más recordados de los Juegos Olímpicos contemporáneos, y ha sido utilizado por el Comité Olímpico Internacional para explicar el espíritu olímpico. Tuvo que retirarse del atletismo profesional, a consecuencia de aquella lesión.
Desde entonces, Redmond ha formado parte del organigrama de la Federación Británica de Atletismo (UK Athletics), y se dedica a impartir conferencias sobre motivación personal.